# Circuit du Kyalami
Le circuit du Kyalami est un circuit permanent de sports mécaniques situé en Afrique du Sud sur les communes de Midrand et Sandton (Gauteng), entre Johannesbourg et Pretoria. Il a été mis en service en 1961.
Utilisé tout d'abord pour le Grand Prix du Rand, puis pour le Grand Prix d'Afrique du Sud, c'est un des circuits les plus rapides du championnat du monde de Formule 1, situé sur un plateau de plus de 1 500 mètres d'altitude sa longueur était alors de 4,104 km. Il causait des problèmes de carburation aux monoplaces mais faisait la part belle aux voitures équipées d'un moteur turbocompressé.
En 1986, le Grand Prix d'Afrique du Sud est retiré du calendrier du championnat du monde de Formule 1 à la suite de sanctions internationales en raison de la politique d'apartheid menée par le gouvernement sud-africain. Le circuit sera reconstruit au début des années 1990 pour cause d’urbanisme, les
portions Crowthorne Corner, Barbeque Bend et Jukskei Sweep sont alors supprimées ou fortement modifiées. Le tracé sera légèrement rallongé à 4,261 km, et deviendra plus sinueux et plus lent.
En 1993, la F1 abandonne le circuit nouvellement reconstruit, après seulement deux courses en raison de la faillite du promoteur.
Il accueille également les 9 Heures de Kyalami qui se sont disputées sur le circuit de 1961 à 2000. Le circuit sera aussi utilisé pour le championnat du monde de Superbike de 1998 à 2002.
Le secteur entourant le circuit s'est peu à peu développé en banlieue résidentielle et commerciale de Johannesburg.
En 2009, le circuit a de nouveau accueilli le championnat du monde de Superbike. Le Grand Prix d'Afrique du Sud de Superbike 2009 a été marqué par le grave accident du pilote français Régis Laconi lors des essais.
En 2015, les installations et le tracé subissent une grande rénovation, pour obtenir une nouvelle homologation auprès de la FIA afin d'accueillir des compétitions internationales, le circuit mesure 4,522 km.

## Historique des Grands Prix d'Afrique du Sud disputés à Kyalami

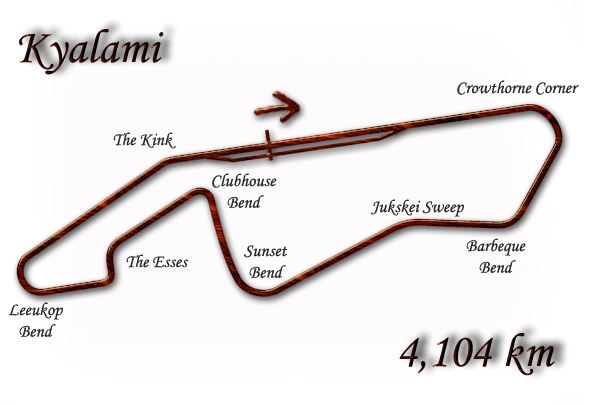
Le circuit original de 1967 à 1985.

| Année | Date        | Vainqueur         | Écurie           | Résultats |
| 1967  | 2 janvier   | Pedro Rodriguez   | Cooper-Maserati  | Résultats |
| 1968  | 1er janvier | Jim Clark         | Lotus-Ford       | Résultats |
| 1969  | 1er mars    | Jackie Stewart    | Matra-Ford       | Résultats |
| 1970  | 7 mars      | Jack Brabham      | Brabham-Ford     | Résultats |
| 1971  | 6 mars      | Mario Andretti    | Ferrari          | Résultats |
| 1972  | 4 mars      | Denny Hulme       | McLaren-Ford     | Résultats |
| 1973  | 3 mars      | Jackie Stewart    | Tyrrell-Ford     | Résultats |
| 1974  | 30 mars     | Carlos Reutemann  | Brabham-Ford     | Résultats |
| 1975  | 1er mars    | Jody Scheckter    | Tyrrell-Ford     | Résultats |
| 1976  | 6 mars      | Niki Lauda        | Ferrari          | Résultats |
| 1977  | 5 mars      | Niki Lauda        | Ferrari          | Résultats |
| 1978  | 4 mars      | Ronnie Peterson   | Lotus-Ford       | Résultats |
| 1979  | 3 mars      | Gilles Villeneuve | Ferrari          | Résultats |
| 1980  | 1er mars    | René Arnoux       | Renault          | Résultats |
| 1981* | 7 février   | Carlos Reutemann  | Williams-Ford    | Résultats |
| 1982  | 23 janvier  | Alain Prost       | Renault          | Résultats |
| 1983  | 15 octobre  | Riccardo Patrese  | Brabham-BMW      | Résultats |
| 1984  | 7 avril     | Niki Lauda        | McLaren-TAG      | Résultats |
| 1985  | 19 octobre  | Nigel Mansell     | Williams-Honda   | Résultats |
| 1992  | 1er mars    | Nigel Mansell     | Williams-Renault | Résultats |
| 1993  | 14 mars     | Alain Prost       | Williams-Renault | Résultats |

* Le GP d'Afrique du Sud 1981, organisé sous l'égide de la FOCA (ou de la WFMS, fédération créée par la FOCA) ne figurait pas au calendrier du championnat du monde et n'a pas été reconnu par la FISA.

## Historique des GP de moto disputés à Kyalami
| Saison | 125 cm3                | 250 cm3                          | 500 cm3                 | Résultats |
| ------ | ---------------------- | -------------------------------- | ----------------------- | --------- |
| 1992   | Jorge Martínez (Honda) | Max Biaggi (Aprilia)             | John Kocinski (Yamaha)  | Résultats |
| 1985   |                        | Freddie Spencer (Honda)          | Eddie Lawson (Yamaha)   | Résultats |
| 1984   |                        | Patrick Fernandez (Yamaha)       | Eddie Lawson (Yamaha)   | Résultats |
| 1983   |                        | Jean-François Baldé (Chevallier) | Freddie Spencer (Honda) | Résultats |

## Jeux vidéo
Le circuit est disponible dans les jeux 3D Grand Prix sorti en 1984, Grand Prix Legends sorti en 1998, Assetto Corsa Competizione, rFactor 2, Ride 4 et Forza Motorsport.